# Salemi
Salemi je italská obec ve volném sdružení obcí Trapani na Sicílii. V městečku Salemi bylo k 31. srpnu 2020 registrováno 10 300 obyvatel, průběžně dochází k poklesu počtu obyvatelstva. Salemi je jedním z 308 členů (stav k prosinci roku 2020) asociace I Borghi più belli d'Italia (Nejkrásnější historická sídla v Itálii).

## Geografie
Salemi leží v mírně kopcovité, zemědělské krajině uprostřed někdejší provincie Trapani (od roku 2015 volné sdružení obcí Trapani) v nejzápadnější části Sicílie. Vzdálenost městečka od mořského pobřeží je přibližně stejná jak směrem na sever, tak i na západ a na jih – vždy kolem 26 až 28 km vzdušnou čarou. Nejvyšší vrcholy na katastrálním území obce Salemi se nacházejí severně od města – Montagna Grande (751 m n. n.) a Monte Polizzo (725,9 m n. m.), které je zároveň významnou archeologickou lokalitou. K obci Salemi náležejí její místní části Ulmi, San Ciro, Pitrazzi, Pusillesi, Filci, Sinagia, Fontanabianca, Pioppo, Bagnitelli, Gorgazzo, Uddu, Monte Rose, Polizo, Passo Calcara, Fiumelungo, Terragialla, Borgesati, Bovarella, Cuba – Mokarta a Ardigna. Typickou součástí zdejší krajiny jsou vinice a olivové háje. Půdy jsou jílovité a písčité s výskytem vápenců.

## Historie
Salemi stojí na místě dávného elymského města Halyciae (italsky též Alicia). Elymové obývali v prvním tisíciletí př. n. l. západní část sicilského ostrova, Řekové je považovali potomky Trójanů. Salemi v nejstarších dobách trpělo v důsledku střetů mezi znepřátelenými sousedními městy Segestou a Selinunte. Po dobytí Římany v roce 272 př. n. l. bylo Salemi prohlášeno svobodným městem. V roce 535 n. l. bylo území podmaněno Byzantskou říší.

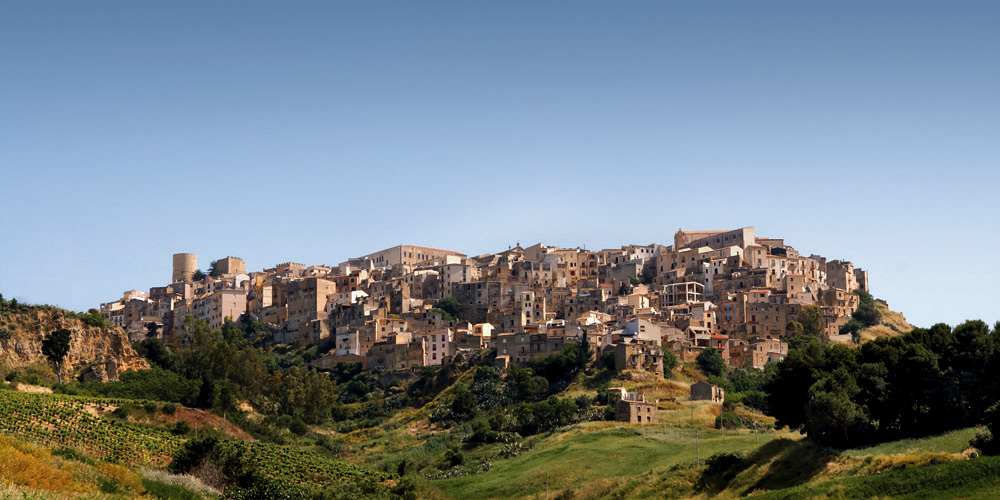
Město Salemi na kopci Monte Rosa

V roce 827 n. l. se město dostalo pod arabskou nadvládu, s níž je spojován původ jeho jména, který je vykládán ve dvou verzích. První verze vychází z arabského jména „Sulejman“, druhá varianta se přiklání k verzi, že název města je odvozen od arabského pozdravu „salam“, což znamená „mír“. Prolínání různých kultur ve městě ilustruje existence židovského předměsti Giudecca a historické muslimské čtvrti Rabato.
Po roce 1077, tedy v době, kdy na Sicílii vládli Normané, se město rozvíjelo a byl zde postaven mohutný hrad. Dne 11. prosince 1411 byla na salemském hradě ustavena konfederace sicilských měst Salemi, Trapani, Mazary, Monte San Giuliano a baronů z Castelvetrana a Partanny na podporu Aragonské koruny. Po korunovaci Karla III. Španělského králem sicilským a neapolským se Siciílie, a tudíž i město Salemi, dostala pod nadvládu Bourbonů.
Dne 14. května 1860 dorazil do Salemi Guiseppe Garibaldi, který předtím přistál v Marsale, a byl ve městě nadšeně přivítán jeho obyvateli. Na náměstí před radnicí se Garibaldi prohlásil ve jménu budoucího italského krále Viktora Emanuela II. diktátorem, tj. vládcem Království obojí Sicílie (Regno delle Due Sicilie). Na vrcholu věže salemského hradu pak Garibaldi vztyčil italskou vlajku v barvách trikolóry a prohlásil Salemi hlavním městem Itálie, byť pouze na tento jediný den. Z historického hlediska se tak stalo Salemi prvním hlavním městem novodobého italského státu, což připomněly i návštěvy italských prezidentů u příležitosti významných výročí – Bettina Craxiho v roce 1982 a Giorgia Napolitana v roce 2020.
V novodobé historii mělo pro tento region katastrofální důsledky zemětřesení, k němuž zde došlo v noci ze 14. na 15. ledna 1968. V oblasti údolí Belice byly zcela zničeny vesnice Gibellina, Poggioreale, Salaparuta a Montevago, v obcích Santa Margherita di Belice, Santa Ninfa, Partanna a Salemi bylo zničeno nebo vážně poškozeno 80 až 70% budov, v Salemi mimo jiné též chrám sv. Mikuláše z Bari.

## Pamětihodnosti
- Castello normano – normanský hrad z 11. století, přestavěný ve 13. století za vlády krále Fridricha II. Štaufského
- Duomo di San Nicola di Bari – největší chrám v Salemi, zničený zemětřesením v roce 1968. Původně na tomto místě stával antický Venušin chrám, později mešita a poté kostel Matky Boží andělů (chiesa Madonna degli Angeli)
- Collegio dei Gesuiti – bývalá jezuitská kolej. V areálu jsou regionální muzea, v květnu 2020 zde bylo otevřeno nové Muzeum mafie (Museo della Mafia)[6]

## Galerie

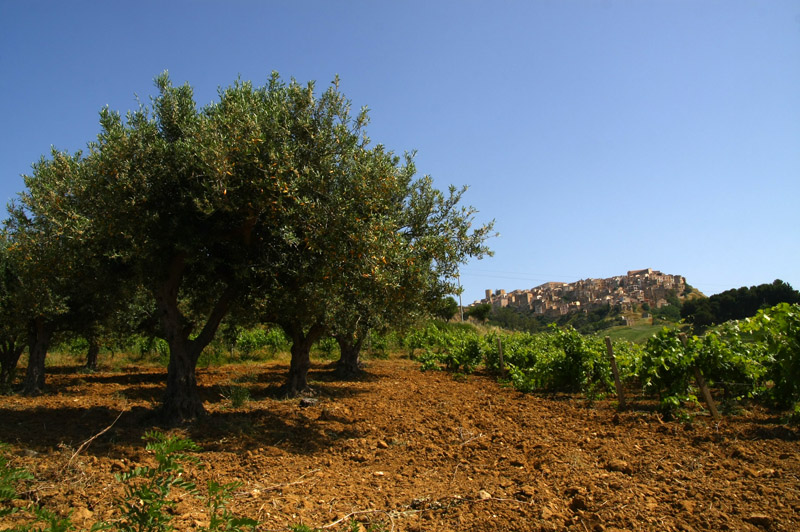
Olivové háje a vinice v okolí Salemi
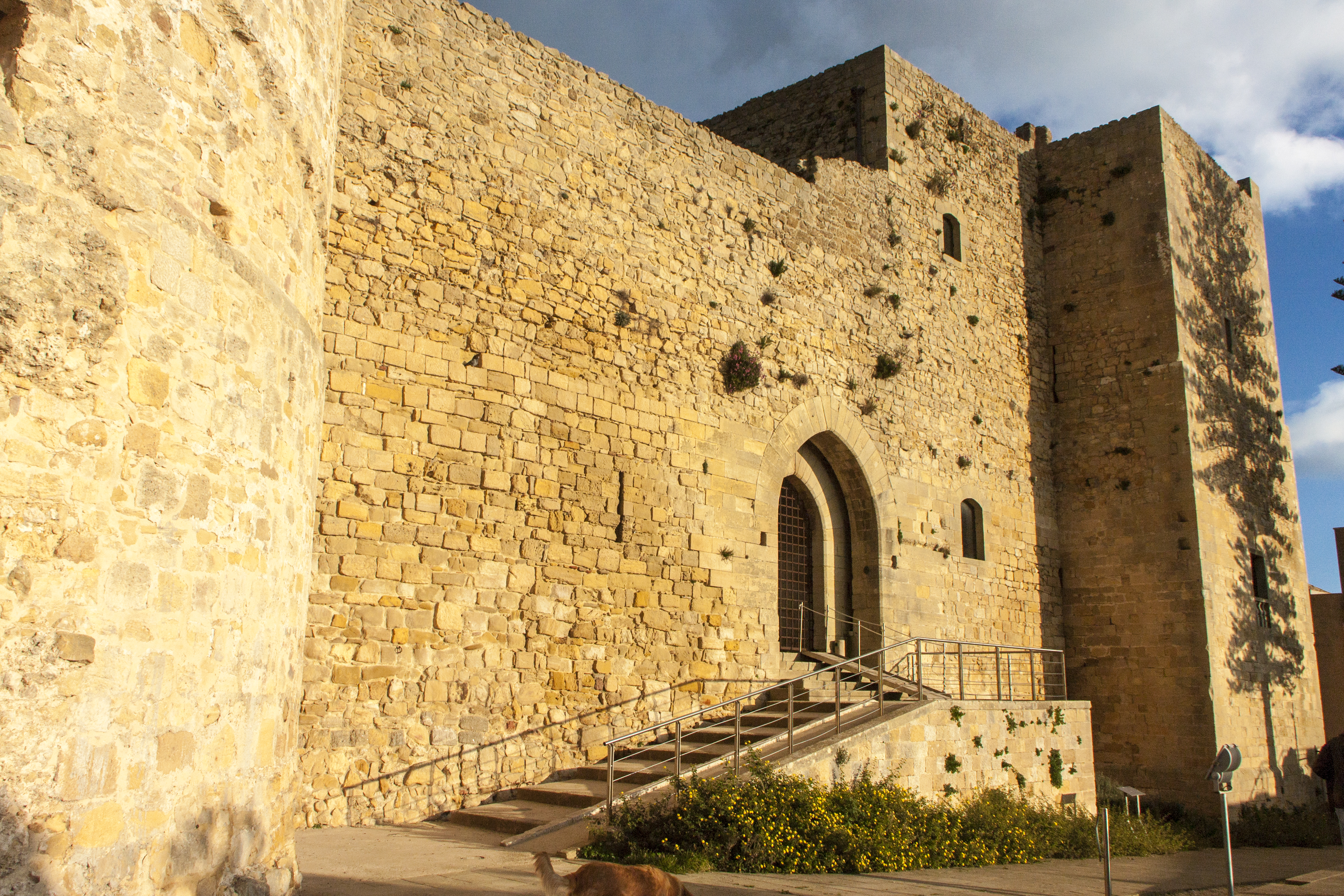
Vstup do normanského hradu
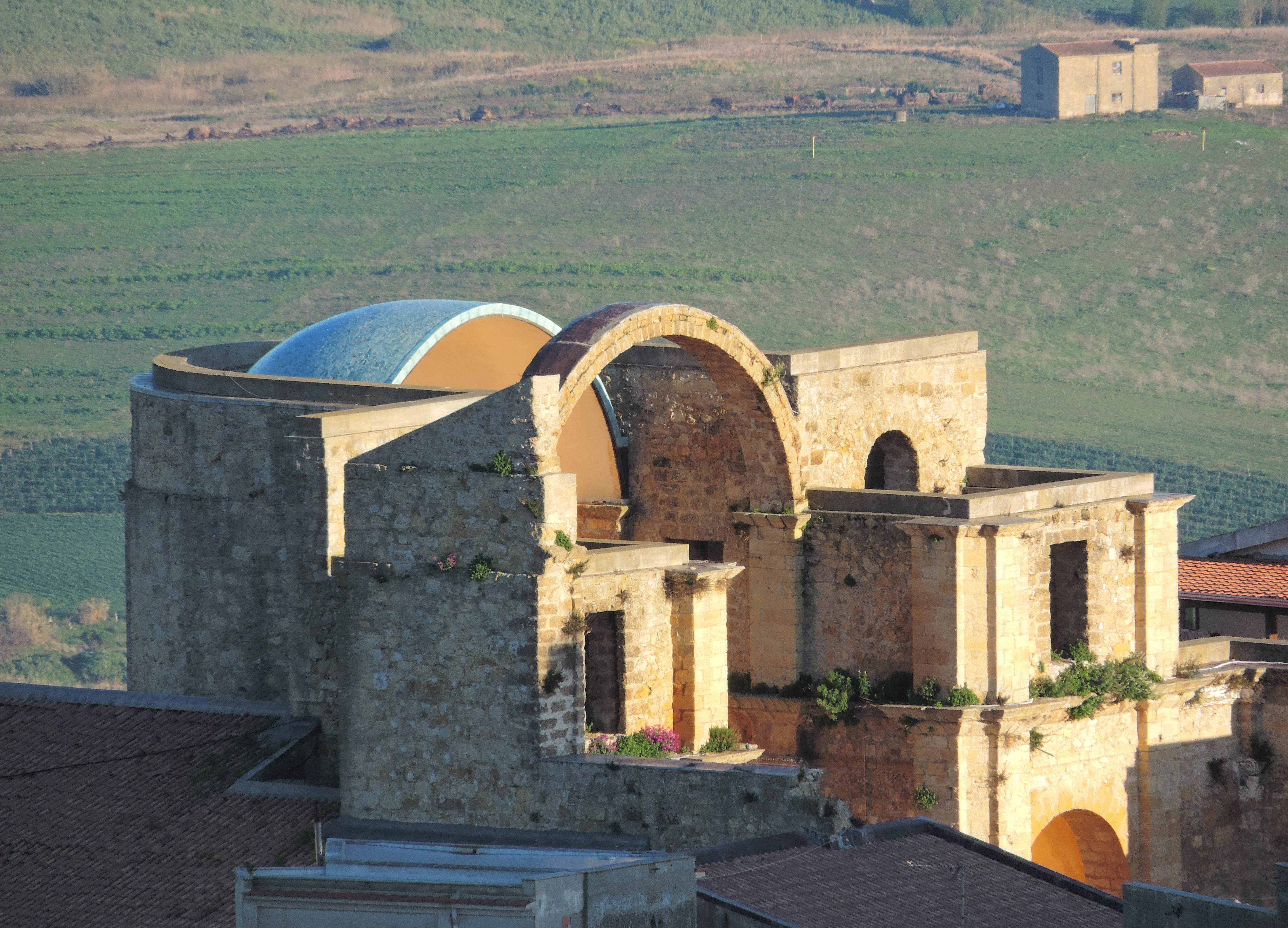
Ruiny chrámu svatého Mikuláše
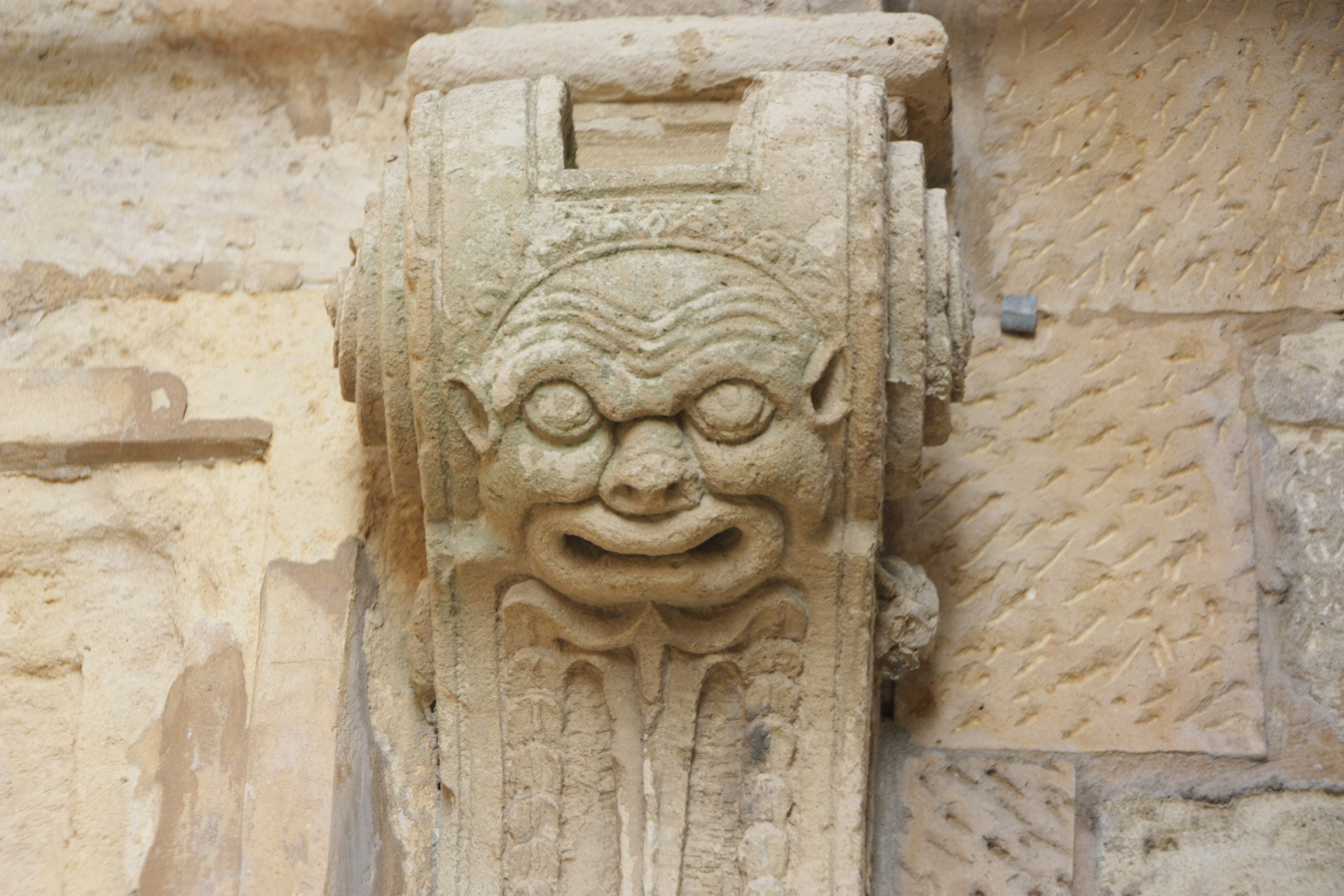
Detail masky na zdi starého města
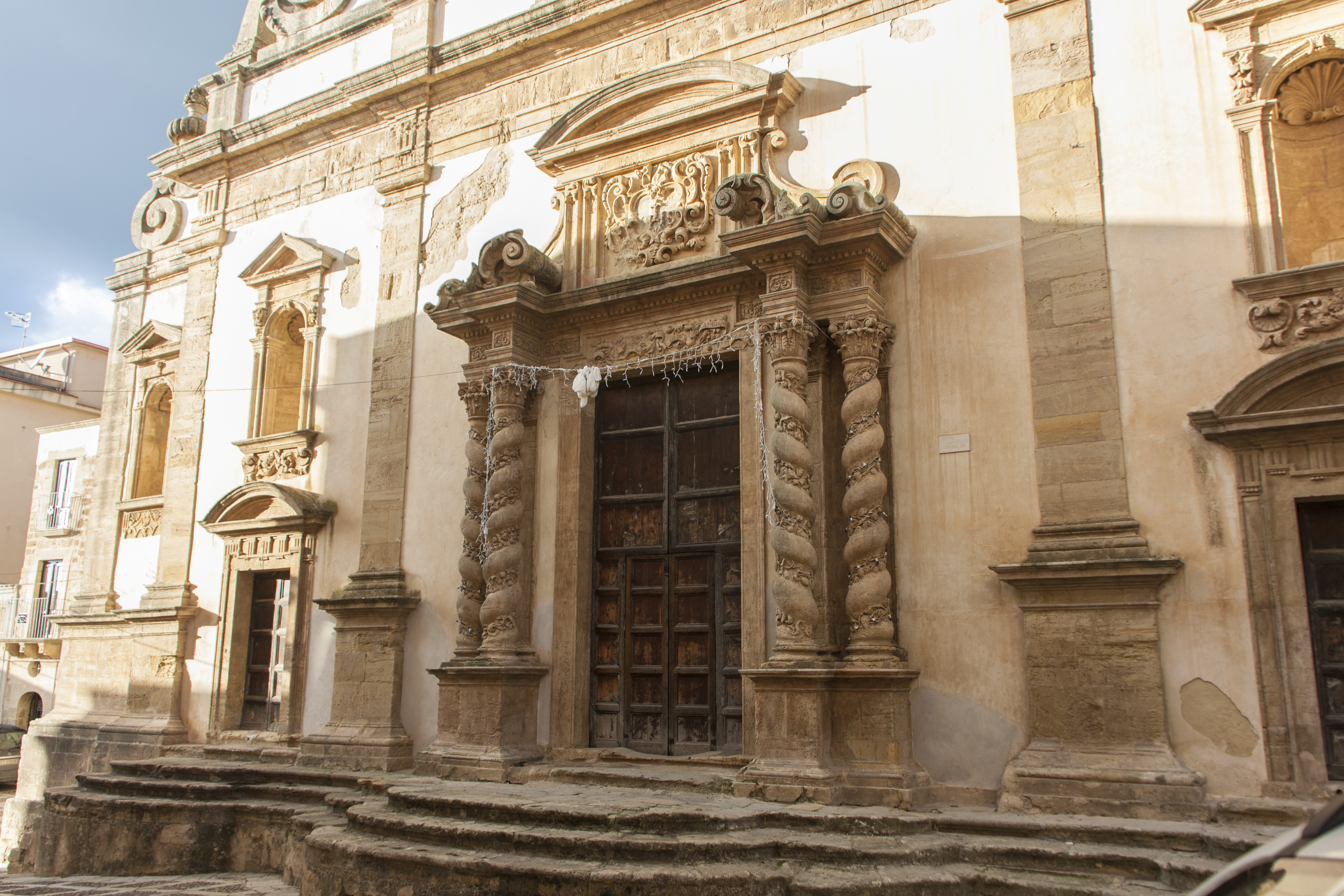
Barokní kostel Matrice
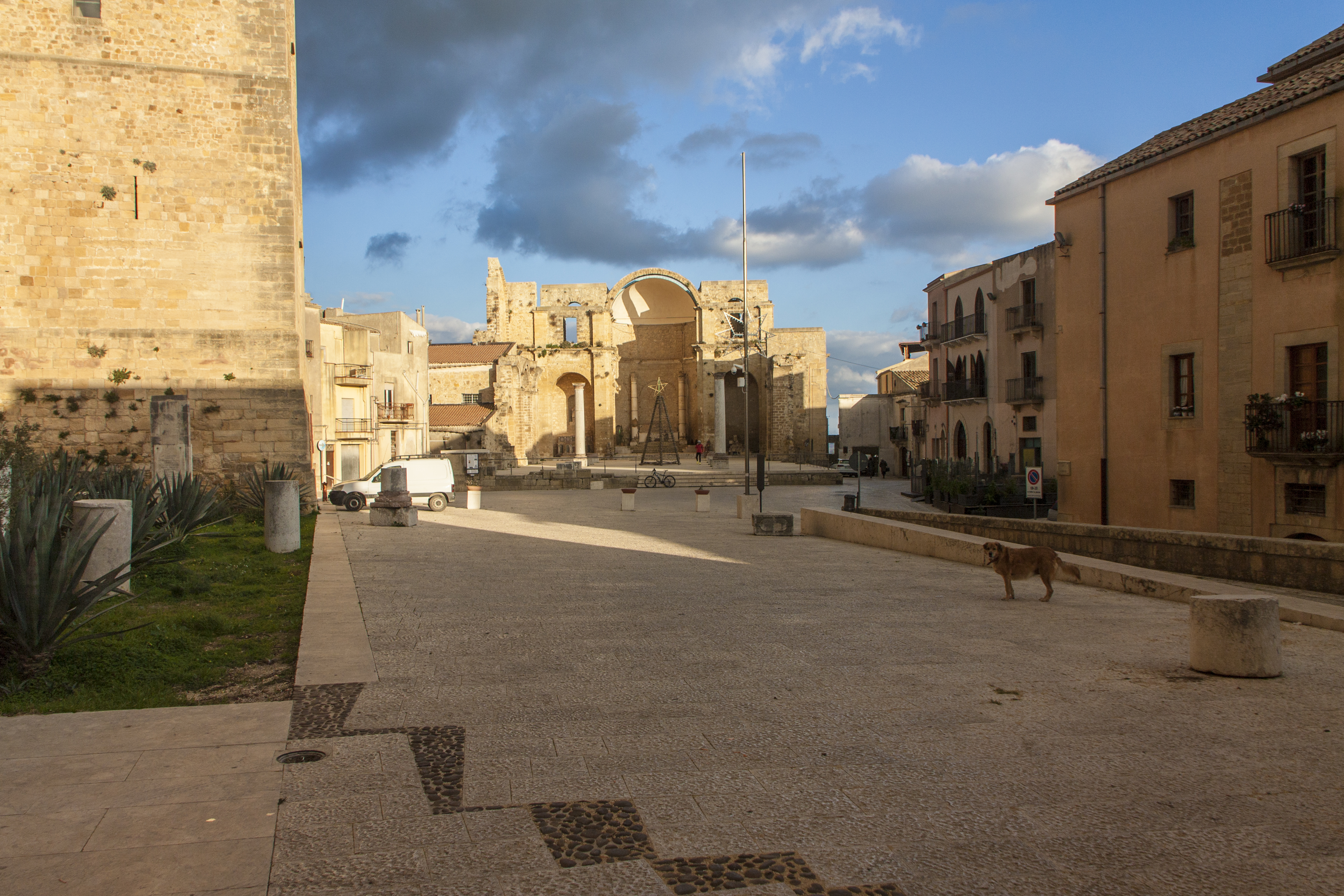
Náměstí Alicia, v pozadí ruiny chrámu